# Australian Dictionary of Biography
Ne doit pas être confondu avec Dictionary of Australian Biography.
L'Australian Dictionary of Biography (ADB ou AuDB) est un dictionnaire biographique, en anglais, composé de plusieurs volumes, publiés par les Melbourne University Press. L'ADB fut créé en 1957 par des universitaires de la Research School of Social Sciences de l'université nationale australienne. Depuis sa première parution en 1966, plus de 4 000 auteurs ont contribué à l'ADB et ses volumes contiennent plus de 9 800 articles encyclopédiques présentant plus de 10 700 personnalités australiennes ou étrangères qui furent impliquées dans l'histoire du pays ou en influencèrent la société. 
Le 6 juillet 2006, la version en ligne de l'ADB, l'Australian Dictionary of Biography Online fut inaugurée par le gouverneur général d'Australie, Michael Jeffery. L'ADB en ligne a été développé par les chercheurs de l'Australian Science and Technology Heritage Centre de l'université de Melbourne en collaboration avec l'université nationale.